# Готлоб Фреге
Фридрих Лудвиг Готлоб Фреге (на немски: Friedrich Ludwig Gottlob Frege) е германски математик, логик и философ, прекарал по-голямата част от живота си в град Йена (1869 – 1918), най-напред като студент, а по-нататък и като преподавател по логика и математика.
Фреге е един от създателите на модерната логика, наричана още математическа или символна логика, както и е един от основоположниците на аналитичната философия. Силно повлияни от неговите логико-философски схващания са учени, като Джузепе Пеано, Бъртранд Ръсел, Лудвиг Витгенщайн и Рудолф Карнап. Приживе Готлоб Фреге остава непризнат, но след средата на 20. век идеите му добиват популярност чрез разпространението им в англоезичната философия.

## Живот и творчество

### Биография
Роден е на 8 ноември 1848 г. във Висмар, Мекленбург-Шверин, в семейството на Карл Александър Фреге и Августина Вилхелмина София Бялоблотская. Баща му е основател и ръководител на женска гимназия във Висмар. След неговата смърт през 1866 г. ръководството на гимназията поема съпругата му.
След завършване на гимназия през 1869 г., на 20-годишна възраст, Фреге заминава за Йена, за да продължи образованието си. Записва се във Физико-математическия факултет на Йенския университет, но посещава и лекции по химия и философия. Един от преподавателите му по математика е Ернст Абе, който долавяйки таланта на Фреге става негов защитник и благодетел до края на живота си.
След първите четири семестъра Абе го съветва да продължи образованието си в Гьотингенския университет, където освен да завърши математическото си образование, може да защити и дисертация – нещо, което Йенския университет не предлага. От 1871 г. Фреге изучава математика и физика в Гьотингенския университет. Посещава и лекции по философия на религията при Херман Лоце. През 1873 г., под ръководството на Ернст Шеринг, успешно защитава докторска дисертация по проблеми на геометрията. Същата година се завръща в Йена, през следващата 1874 г. защитава втора дисертация на тема „Изчислителни методи, основани на понятието за величина“ и се хабилитира като приват-доцент. От 1879 г. става редовен преподавател в Йенския университет и следващите 44 години преподава математика.
През 1887 г. Фреге се жени за Маргарете Катарина София Анна Лизеберг (род. 1856 в Грефенсмюлен в Мекленбург). Семейството остава бездетно. Съпругата на Фреге умира през 1904 г. след дълго боледуване. По предложение на негов приятел свещеник, Фреге поема през 1908 г. попечителството над брат и сестра, Алфред и Тони Фукс (род. 1901 и съотв. 1903 г.), но взема при себе си само момчето, докато момичето остава в сиропиталището към енорията на свещеника. Фреге осиновява Алфред през 1921 г. Той умира по време на Втората световна война край Париж през 1944 г. (сестра му Тони умира през 1990 г.).
През 1918 г. Фреге се пенсионира и се премества в Бад Клайнен, близо до родния Висмар, където умира на 26 юли 1925 г. на 76-годишна възраст.

### Научна дейност
Фреге е университетски преподавател по математика и първоначалната рецепция на неговите трудове e в съответната професионална общност. Доколкото той се насочва към методологически и логически търсения, отзвукът им е доста ограничен, но се разраства когато по-общата им значимост бива оценена от Ръсел и Витгенщайн като впоследствие той е считан за един от „бащите“ на аналитичната философия, която става може би най-влиятелното философско движение през ХХ век. От 50-те години на ХХ век – след преоткривнето му от автори, като Рудолф Карнап, Дж. Л. Остин, Питър Гийч и най-вече Майкъл Дъмет – той бива интерпретиран и като класик на философията на езика.
Мотивацията в трудовете на Фреге е непосредствено свързана с принципни математически проблеми, които той се опитва да разреши, подхождайки строго логически. Първата му монография е посветена на избретения от него „понятопис“, който би следвало да прецизира функционирането на логиката в математически и всякакви други научни текстове. По-нататък той разработва идеята, че понятието за число е адекватно постижимо чрез чисто логически средства, с което допринася за дяла от философия на математиката, станал известен като „логицизъм“. Амбициозното продължение на неговия проект е осуетено от Ръсел, който му съобщава за наличието в него на парадокс. В същото време Фреге се е опитвал да полемизира и с Давид Хилберт по повод неговата формалистка философия на математиката, в което също не постига успех. Въпреки това техниката и идеите на Фреге биват постепенно оценени и с времето той добива слава на значим аналитически философ.

## Приноси

### Логицизъм
Фреге е виждал своята научна задача в полагането на научните основи на аритметиката, за която по неговото време все още не е била развита аксиоматична система – за разлика например от геометрията, която още от времето на Евклид е била образец за аксиоматизирана наука.
Фреге е бил убеден, че аритметиката има чисто логически основи, т.е. че тя е една по-широко развита логика, и че тези логически основи трябва да бъдат разкрити. Това означава: да се покаже, че всички базисни аритметически понятия могат да се дефинират чрез логически понятия и че всички основополагащи аритметически истини са изводими от логически истини. Тази научна програма се нарича „логицизъм“.

### Понятопис
„Понятопис“ е българският превод на въведения от Фреге като означение за неговия символен език (немски) термин „Begriffsschrift“ (на английски се използват най-често преводите „concept-script“ или „conceptual notation“, а понякога изразът „Begriffsschrift“ остава непреведен в ролята специфично име). Фреге не измисля това словосъчетание. То е немски превод на термина „идеография“ на Готфрид Лайбниц, който по някое време през ХIX век придобива частична популярност в Германия (напр. при говоренето на специална символика в химията).
Книгата „Понятопис“ първоначално не е възприета, доколкото различието ѝ с традицията да се пише линеарно е твърде радикално. Понятописната символика обаче е прецизна и нагледна. Въпреки това съвременната логическа символика отново пише своите изречения в редове, макар и да не е напълно линейна, доколкото в част от формулите няма движение от ляво надясно. Но книгата „Понятопис“ не се изчерпва само със символиката. Тя предлага и аксиоматична система на логиката, която е пълна и непротиворечива и се разглежда и в наши дни, макар и да може да се опрости малко.
При своите логически изследвания Фреге се натъква на т.нар. логическо несъвършенство на естествения език. То се състои в недостатъчно съответствие между логико-семантичната форма и граматико-синтактическата форма в изреченията на естествения език и липсата на експлицитни правила за логическо следване. Затова той се заема да създаде специална логическа символика (нотация), която да преодолява многозначността на естествения език (и той кръщава тази символика „понятопис“ – на немски: „Begriffsschrift“). Тук става въпрос най-напред за въвеждане на специални символи за логическите операции, както в традицията преди това са били измислени специални символи за аритметичните действия и за числата. По-нататъшната идея на Фреге е била тези символи в един момент да се свързват със съдържателни думи и изречения от естествения език така, че за определени научни цели да стане възможно да се формулират доказателства изцяло в рамките на понятописната система от знаци.
Характерно за логическата символика на Фреге е, че тя е двуизмерна (двудименсионална). При нея изреченията не са разположени линеарно върху писмената повърхност, а имат както лява и дясна страна, така и горна и долна част. Така едно логически комплексно изречение (а само в комплексните изречения се появяват логически частици, т.е. само те са случаи на логическо съставяне) придобива формата на разклонена диаграма. Ако в него изобщо има някакво „движение“ (т.е. в статичните релации, които то изразява), то движението е едновременно от долу нагоре и от ляво надясно. Това движение обаче трябва да се разглежда просто като метод за „пресмятане“ на стойността на изречението.
Използването на двете измерения на писмената повърхност за израз на сложни логически релации, т.е. употребата на специални писмени символи дава името „понятопис“, т.е. „запис“, „писмо“, „писменост“ на логическите операции. Фреге включва термина „понятие“ в словосъчетанието „понятопис“, защото неговата логическа символика следва да предава само онова, което той нарича „понятийно съдържание“ („begrifflicher Inhalt“), т.е. само онази част от съдържанието на изреченията, която играе роля в логическото заключение. Две изречения „р“ и „q“ имат едно и също понятийно съдържание, когато от тях (евентуално заедно с други изречения) могат да се изведат логически едни и същи неща (т.е. когато те, с други думи, имат еднакви логически следствия). По-късно Фреге смята употребата на термина „понятие“ в името „понятопис“ за подвеждаща, защото тя създава впечатление, че тук ще става дума за въвеждане на нотация за една „логика на понятията“ в смисъла на една логика, почиваща на отношенията между понятията, така както например силогистиката на Аристотел почива на т.нар. „пирамиди от понятия“. Напротив, логиката на Фреге не изхожда от традиционната категория „понятие“, а по-скоро от категорията „съждение“. Тя бива развита най-напред като една истинностно-функционална пропозиционална логика и задълбочена по-нататък чрез една квантификационална предикатна логика. Самите понятописни знаци изразяват – според по-късната терминология на Фреге – понятия от стойности по истинност, т.е. функции, чиито аргументи са стойности по истинност и чиито стойности за тези аргументи са винаги стойности по истинност (като отрицанието), или отношения от стойности по истинност, т.е. функции с два и повече аргумента, чиито аргументи са стойности по истинност и чиито стойности са винаги стойности по истинност (като условността; в терминологията на Ръсел: материалната импликация), или понятия от втора степен, т.е. функции от втора степен, чиито аргументи са понятия или отношения от първа степен (функции, чиито стойности са винаги стойности по истинност) и чиито стойности са винаги стойности по истинност (като всеобщността; в по-модерна терминология: универсалната квантификация).
Фреге прави едно второ понятописно изложение на своята логика, при което по-нататък не само демонстрира как могат да се изразят определени аритметични твърдения в неговата символика, но и се заема със самото доказателство – стъпка по стъпка – на логицистичната теза. Това изложение се съдържа в книгата „Основни закони на аритметиката“ (тези основни закони са всъщност логическите аксиоми на системата). В нея след с. 70 започва самото доказателство, и по-точно от § 55, като всички нечетни параграфи са озаглавени с „Aufbau“ (строеж, синтеза) и те съдържат същинското доказателство (и в тях изобщо не се срещат думи от естествения език), а всички четни параграфи са озаглавени с „Zerlegung“ (разлагане, анализ) и съдържат само разяснения към ходовете от доказателствата. Фреге казва за тези параграфи, че те спокойно могат да липсват, без от това да се загуби нещо от съдържанието на книгата. В нечетните параграфи той постига идеала си да „премине“ от естествения език на един специален изкуствен език и да придвижва доказателството само в рамките на този език.

### Новата логика
За да докаже логицистичната теза (а именно, че аритметиката е една широко разгърнала се логическа дисциплина), Фреге се захваща най-напред с реформирането на самата логика. Той изгражда една строга (аксиоматична) система на логиката, която е изглеждала иновативно и задава по-нататък перспективата на съвременните логически изследвания. Тя е възприета след признанието от страна на Ръсел (1910). Неисторичният контекст на интереса към нея задълго прикрива дълбоките ѝ сходства с логиката, която гръцките стоици са разработили като алтернатива на аристотелианския подход.

## Избрана библиография
Трудовете на Готлоб Фреге са достъпни в оригинал (на немски език) и всички са преведени на английски език; различни текстове са превеждани и на други езици.

### Статии в превод на български език
- Функция и понятие в сб. „Философия на логиката. Ранна аналитична философия“, (2003), София: СУ, ISBN 954-07-1797-3
- Върху смисъла и значението (пак там)
- Върху понятието и предмета (пак там)
- Разяснения върху значението и смисъла
- Мисълта

### Трудове в оригинал
- Begriffsschrift, eine der arithmetischen nachgebildete Formelsprache des reinen Denkens. Louis Nebert, Halle a. S. 1879
- Anwendungen der Begriffsschrift. In: Jenaische Zeitschrift für Naturwissenschaft. 13 Supplement 2, 1879, S. 29
- Die Grundlagen der Arithmetik. Eine logisch mathematische Untersuchung über den Begriff der Zahl. Wilhelm Koebner, Breslau 1884
- Function und Begriff. Vortrag gehalten in der Sitzung vom 9. Januar 1891 der Jenaischen Gesellschaft für Medicin und Naturwissenschaft. Hermann Pohle, Jena 1891
- Über Sinn und Bedeutung. Архив на оригинала от 2016-04-12 в Wayback Machine. In: Zeitschrift für Philosophie und philosophische Kritik. 1892, S. 25 – 50
- Über Begriff und Gegenstand. In: Vierteljahrsschrift für wissenschaftliche Philosophie. 16. Jahrgang, Nr. 2, 1892, S. 192 – 205
- Grundgesetze der Arithmetik. Архив на оригинала от 2011-10-14 в Wayback Machine. Hermann Pohle, Jena 1893 (Band I) 1903 (Band II)
- Was ist eine Funktion? In: Stefan Meyer (Hrsg.): Festschrift Ludwig Boltzmann gewidmet zum sechzigsten Geburtstage, 20. Februar 1904. Johann Ambrosius Barth, Leipzig 1904, S. 656 – 666
- Grundlagen der Geometrie (Zweite Reihe). In: Jahresbericht der Deutschen Mathematiker-Vereinigung. 15, 1906
- Der Gedanke. Eine logische Untersuchung. Архив на оригинала от 2016-04-12 в Wayback Machine. In: Beiträge zur Philosophie des deutschen Idealismus. Band I: 1918 – 1919. S. 58 – 77
- Die Verneinung. In: Beiträge zur Philosophie des deutschen Idealismus. Band I: 1918 – 1919. S. 143 – 157
- Gedankengefüge. In: Beiträge zur Philosophie des deutschen Idealismus. Band III: 1923. S. 36 – 51

## За него
- Лозев К., В навечерието, или другата революция: Готлоб Фреге. Благоевград: БОН, 2020 (с. 226)
- Michael Dummett, Frege. Philosophy of Language. Duckworth, London 1973
- Michael Dummett, Frege. Philosophy of Mathematics. Duckworth, London 1991
- Gottfried Gabriel, Wolfgang Kienzler (Hrsg.). Frege in Jena. Beiträge zur Spurensicherung. Königshausen & Neumann, Würzburg 1997, ISBN 3-8260-1440-5
- Edward Kanterian, Frege. A Guide for the Perplexed. Continuum, 2012 London, ISBN 0-8264-8764-5
- Anthony Kenny, Frege. An Introduction to the Founder of Modern Analytic Philosophy. Blackwell, 2000 Oxford, ISBN 0-631-22231-6
- Lothar Kreiser, Gottlob Frege: Leben – Werk – Zeit. Meiner, Hamburg 2001, ISBN 3-7873-1668-X
- Wolfgang Künne, Die philosophische Logik Gottlob Freges. Klostermann, Frankfurt am Main 2010, ISBN 978-3-465-04062-0
- Franz von Kutschera, Gottlob Frege: Eine Einführung in sein Werk. de Gruyter, Berlin 1989, ISBN 3-11-012129-8
- Verena Mayer, Gottlob Frege. Beck, München 1996, ISBN 3-406-38933-3
- Richard L. Mendelsohn, The Philosophy of Gottlob Frege. Cambridge University Press, Cambridge 2005, ISBN 0-521-83669-7
- Hans D. Sluga, Gottlob Frege. The Argument of the Philosophers. Routledge, London/New York, 1980, ISBN 0-415-20374-0
- Markus Stepanians, Gottlob Frege zur Einführung. Junius, Hamburg 2001, ISBN 3-88506-347-6
- Rainer Stuhlmann-Laeisz, Gottlob Freges Logische Untersuchungen: Darstellung und Interpretation. Wiss. Buchges., Darmstadt 1995 (Werkinterpretationen), ISBN 3-534-10513-3
- Christian Thiel, Frege und die moderne Grundlagenforschung. Hain, Meisenheim am Glan 1975, ISBN 3-445-11224-X
- Matthias Wille, Frege. Einführung und Texte. Fink, Paderborn 2013, ISBN 978-3-8252-3849-0. (UTB 3849)
- Matthias Wille, Largely Unknown. Gottlob Frege und der posthume Ruhm. mentis, Münster 2016, ISBN 978-3-95743-055-7